# Discographie de Scooter
Scooter est un groupe allemand de techno, formé en décembre 1993 à Hambourg, mieux connu pour avoir vendu plus de 30 millions d'albums dans le monde. Depuis 1994, le trio a fait paraître un total de 20 albums studio, 73 singles, 4 compilations et 5 albums live. Scooter, certifié plus de 80 fois disques d'or et de platine, se compose de H.P. Baxxter, Jay Frog et Marc Blu.

## Albums

### Albums studio
| Titre                            | Détails                                                                                  | Meilleure position | Meilleure position | Meilleure position | Meilleure position | Meilleure position | Meilleure position | Meilleure position | Meilleure position | Meilleure position | Certifications                                                                                             |
| Titre                            | Détails                                                                                  | ALL                | AUT                | FIN                | HON                | P.-B               | NOR                | SUÈ                | SUI                | R.-U               | Certifications                                                                                             |
| -------------------------------- | ---------------------------------------------------------------------------------------- | ------------------ | ------------------ | ------------------ | ------------------ | ------------------ | ------------------ | ------------------ | ------------------ | ------------------ | --- |
| ...And the Beat Goes On!         | - Sortie : 3 mars 1995 - Label : Club Tools - Formats : CD, LP, cassette, téléchargement | 25                 | 27                 | —                  | —                  | 31                 | 18                 | —                  | 29                 | 131                | - HON : Or - HON: Platine - IRL : Or - IRL : Platine                                                       |
| Our Happy Hardcore               | - Sortie : 28 mars 1996 - Label : Club Tools - Formats : CD, LP, CC, DD                  | 17                 | 16                 | 8                  | 1                  | 54                 | —                  | 31                 | 9                  | 24                 | - HON : Or - HON : Platine - RÉP TCH : Or - POL : Or                                                       |
| Wicked!                          | - Sortie : 24 octobre 1996 - Label : Club Tools - Formats : CD, CC, DD                   | 22                 | 30                 | 5                  | 2                  | —                  | —                  | 33                 | 38                 | 76                 | - HON : Or - HON : Platine - RÉP TCH : Or - RÉP TCH : Platine - POL : Or - FIN : Or                        |
| Age of Love                      | - Sortie : 25 août 1997 - Label : Club Tools - Formats : CD, CC, DD                      | 19                 | 32                 | 4                  | 3                  | —                  | 35                 | 26                 | 35                 | —                  | - FIN : Or - HON : Or - RÉP TCH : Or                                                                       |
| No Time to Chill                 | - Sortie : 20 juillet 1998 - Label : Club Tools - Formats : CD, CC, DD                   | 4                  | 27                 | 1                  | 1                  | —                  | 28                 | 16                 | 20                 | —                  | - FIN : Or - HON : Or - POL : Or - RÉP SLO : Or - LET : Or - RÉP TCH : Or                                  |
| Back To The Heavyweight Jam      | - Sortie : 27 septembre 1999 - Label : Club Tools - Formats : CD, CC, DD                 | 7                  | —                  | 3                  | 1                  | —                  | 35                 | 5                  | 25                 | —                  | - ALL : Or - SUÈ : Or - HON : Or                                                                           |
| Sheffield                        | - Sortie : 20 juillet 2000 - Label : Sheffield Tunes - Formats : CD, CC, DD              | 11                 | 49                 | 9                  | 2                  | —                  | —                  | 15                 | 60                 | —                  | - HON : Or - RÉP TCH : Or                                                                                  |
| We Bring The Noise!              | - Sortie : 11 juin 2001 - Label : Sheffield Tunes - Formats : CD, DD                     | 15                 | 32                 | 8                  | 3                  | —                  | 12                 | 17                 | 74                 | —                  | |
| The Stadium Techno Experience    | - Sortie : 31 mars 2003 - Label : Sheffield Tunes - Formats : CD, DD                     | 7                  | 14                 | 12                 | 3                  | 28                 | 3                  | 4                  | 35                 | 20                 | - RÉP TCH : Platine - ALL : Or - HON : Or - NOR : Or - ROU : Or - SUÈ : Or - R.-U. : Argent - POR : Argent |
| Mind the Gap                     | - Sortie : 8 novembre 2004 - Label : Sheffield Tunes - Formats : CD, DD                  | 16                 | 34                 | —                  | 18                 | 83                 | —                  | 44                 | 67                 | —                  | - ALL : Or - HON : Or - RÉP TCH : Or                                                                       |
| Who's Got the Last Laugh Now?    | - Sortie : 4 novembre 2005 - Label : Sheffield Tunes - Formats : CD, DD                  | 14                 | 31                 | —                  | —                  | —                  | 30                 | —                  | 44                 | —                  | - ROU : Or                                                                                                 |
| The Ultimate Aural Orgasm        | - Sortie : 9 février 2007 - Label : Sheffield Tunes - Formats : CD, DD                   | 6                  | 17                 | 25                 | 28                 | —                  | —                  | 30                 | 66                 | —                  | |
| Jumping All Over the World 1     | - Sortie : 30 novembre 2007 - Label : Sheffield Tunes - Formats : CD, DD                 | 9                  | 18                 | —                  | —                  | —                  | —                  | —                  | 65                 | 1                  | - R.-U : Platine - ALL : Or - IRL : Or                                                                     |
| Under the Radar Over the Top     | - Sortie : 2 octobre 2009 - Label : Sheffield Tunes - Formats : CD, DD                   | 2                  | 15                 | —                  | 38                 | —                  | —                  | —                  | 51                 | 62                 | - ALL : Or                                                                                                 |
| The Big Mash Up                  | - Sortie : 14 octobre 2011 - Label : Sheffield Tunes - Formats : CD, DD                  | 15                 | 30                 | —                  | 39                 | —                  | —                  | —                  | 47                 | —                  | |
| Music for a Big Night Out        | - Sortie : 2 novembre 2012 - Label : Sheffield Tunes - Formats : CD, DD                  | 10                 | 37                 | —                  | —                  | —                  | —                  | —                  | 47                 | —                  | |
| The Fifth Chapter                | - Sortie : 26 septembre 2014 - Label : Sheffield Tunes - Formats : CD, LP, DD            | 8                  | 28                 | —                  | 30                 | —                  | —                  | —                  | 23                 | —                  | |
| Ace                              | - Sortie : 5 février 2016 - Label : Sheffield Tunes - Formats : CD, LP, DD               | 6                  | 14                 | —                  | 13                 | —                  | —                  | —                  | 34                 | 17                 | |
| Scooter Forever                  | - Sortie : 1 septembre 2017 - Label : Sheffield Tunes - Formats : CD, LP, DD             | 8                  | 17                 | —                  | 4                  | —                  | —                  | —                  | 32                 | —                  | |
| God Save The Rave                | - Sortie : 16 avril 2021 - Label : Sheffield Tunes - Formats : CD, LP, DD                | —                  | —                  | —                  | —                  | —                  | —                  | —                  | —                  | —                  | |
| Open Your Mind And Your Trousers | - Sortie : 22 mars 2024 - Label : Sheffield Tunes - Formats : CD, LP, DD                 | —                  | —                  | —                  | —                  | —                  | —                  | —                  | —                  | —                  | |

Notes
- 1L'album est réédité sous le nom de Jumping All Over the World - Whatever You Want le 3 octobre 2008.

### Albums live
| Encore: Live and Direct                                                | - Sortie : 13 mai 2002 - Label : Sheffield Tunes - Formats : CD, DL | 13 | 25 | 12 | 99 | 6 | 53 | 71 | - NOR : Or     |
| Live: Selected Songs of the 10th Anniversary Concert at Docks, Hamburg | - Sortie : 7 juin 2004 - Label : Sheffield Tunes - Formats : DL     | —  | —  | —  | —  | — | —  | —  |                |
| Excess All Areas                                                       | - Sortie : 2 juin 2006 - Label : Sheffield Tunes - Formats : CD, DL | 29 | 64 | —  | —  | — | —  | —  |                |
| Live in Hamburg                                                        | - Sortie : 7 mai 2010 - Label : Sheffield Tunes - Formats : CD, DL  | 14 | —  | —  | —  | — | —  | —  | - ALL : Argent |
| "—" montre qu'aucun classement n'est atteint.                          |                                                                     |    |    |    |    |   |    |    |                |

### Compilations
| Rough and Tough and Dangerous – The Singles 94/98 | - Sortie : 19 janvier 1998 - Label : Club Tools - Formats : CD, CC, DL           | 36 | 47 | 2  | —  | 12 | 18 | —  | — | - SUÈ : Or                                                                  |
| Push the Beat for this Jam (The Singles 98–02)    | - Sortie : 7 janvier 2002 - Label : Sheffield Tunes - Formats : CD, DL           | 5  | 10 | 29 | 10 | 1  | 2  | 42 | 6 | - HON : Platine - ALL : Or - NOR : Or - SUÈ : Or - R.-U : Or - RÉP TCH : Or |
| 24 Carat Gold                                     | - Sortie : 4 novembre 2002 - Label : Sheffield Tunes - Formats : CD, DL          | 49 | —  | —  | 17 | —  | —  | 94 | — | - RÉP TCH : Or                                                              |
| 20 Years of Hardcore                              | - Sortie : 11 octobre 2013 - Label : Sheffield Tunes - Formats : CD, DL          | 37 | —  | —  | —  | —  | —  | 90 | — |                                                                             |
| 100% Scooter – 25 Years Wild & Wicked             | - Sortie : 15 December 2017 - Label : Sheffield Tunes - Formats : CD, LP, CC, DL | 19 | 52 | —  | 29 | —  | —  | 47 | — |                                                                             |
| "—" montre qu'aucun classement n'est atteint.     |                                                                                  |    |    |    |    |    |    |    |   |                                                                             |

## Singles
| Titre                                              | Année | Meilleure position | Meilleure position | Meilleure position | Meilleure position | Meilleure position | Meilleure position | Meilleure position | Meilleure position | Meilleure position | Meilleure position | Meilleure position | Certifications                                                         | Album                                             |
| Titre                                              | Année | ALL                | AUT                | BEL                | FIN ,              | IRL                | P.-B               | NOR                | SUÈ                | SUI                | FR                 | R.-U               | Certifications                                                         | Album                                             |
| -------------------------------------------------- | ----- | ------------------ | ------------------ | ------------------ | ------------------ | ------------------ | ------------------ | ------------------ | ------------------ | ------------------ | ------------------ | ------------------ | ---------------------------------------------------------------------- | ------------------------------------------------- |
| Vallée de Larmes 2                                 | 1994  | —                  | —                  | —                  | —                  | —                  | —                  | —                  | —                  | —                  | —                  | —                  |                                                                        | Single à part                                     |
| Hyper Hyper                                        | 1994  | 2                  | 2                  | 28                 | 4                  | 23                 | 7                  | 10                 | 26                 | 3                  | —                  | —                  | - ALL : Platine - AUT : Or                                             | ...and the Beat Goes On!                          |
| Move Your Ass!                                     | 1995  | 3                  | 3                  | 16                 | 7                  | 15                 | 5                  | 6                  | 10                 | 3                  | 23 3               | —                  | - ALL : Or                                                             | ...and the Beat Goes On!                          |
| Friends                                            | 1995  | 3                  | 15                 | —                  | —                  | 26                 | 38                 | —                  | —                  | 15                 | 23 3               | —                  | - ALL : Or                                                             | ...and the Beat Goes On!                          |
| Endless Summer                                     | 1995  | 5                  | 18                 | —                  | 13                 | —                  | 36                 | —                  | —                  | 11                 | 23 3               | —                  | - ALL : Or                                                             | ...and the Beat Goes On!                          |
| Back in the U.K.                                   | 1995  | 4                  | 8                  | —                  | 17                 | 17                 | 29                 | —                  | 39                 | 6                  | 18                 | —                  | - ALL : Or                                                             | Our Happy Hardcore                                |
| Let Me Be Your Valentine                           | 1996  | 14                 | 9                  | —                  | —                  | 19                 | —                  | —                  | —                  | 23                 | —                  | —                  |                                                                        | Our Happy Hardcore                                |
| Rebel Yell                                         | 1996  | 8                  | 7                  | —                  | 8                  | 23                 | —                  | —                  | 42                 | 17                 | 30                 | —                  |                                                                        | Our Happy Hardcore                                |
| I'm Raving                                         | 1996  | 4                  | 4                  | —                  | 2                  | 19                 | 44                 | —                  | 37                 | 13                 | 33                 | —                  | - ALL : Or - FIN : Or                                                  | Wicked!                                           |
| Break It Up                                        | 1996  | 15                 | 18                 | —                  | 13                 | —                  | —                  | —                  | —                  | 44                 | 92                 | —                  |                                                                        | Wicked!                                           |
| Fire                                               | 1997  | 5                  | 5                  | —                  | 1                  | 28                 | —                  | 10                 | 7                  | 11                 | 45                 | —                  | - ALL : Or - FIN : Or                                                  | Age of Love                                       |
| The Age of Love                                    | 1997  | 14                 | 21                 | —                  | 1                  | —                  | —                  | —                  | 20                 | 21                 | 76                 | —                  | - HON : Or - FIN : Or                                                  | Age of Love                                       |
| No Fate                                            | 1997  | 39                 | 36                 | —                  | 2                  | —                  | —                  | —                  | 35                 | —                  | —                  | —                  | - SUÈ : Or                                                             | Rough And Tough And Dangerous (The Singles 94/98) |
| How Much Is the Fish?                              | 1998  | 3                  | 9                  | 1                  | 2                  | —                  | 21                 | 19                 | 23                 | 13                 | —                  | —                  | - ALL : Or - BEL : Or - FIN : Or                                       | No Time To Chill                                  |
| We Are The Greatest/I Was Made For Lovin' You      | 1998  | 26                 | 36                 | 50                 | —                  | —                  | 98                 | —                  | 45                 | —                  | —                  | —                  |                                                                        | No Time To Chill                                  |
| Call Me Mañana                                     | 1999  | 16                 | 24                 | 10                 | 7                  | —                  | —                  | —                  | 6                  | 25                 | —                  | —                  | - SUÈ : Or                                                             | No Time To Chill                                  |
| Faster Harder Scooter                              | 1999  | 7                  | 24                 | 17                 | 2                  | —                  | —                  | 15                 | 3                  | 20                 | —                  | —                  | - SUÈ : Platine                                                        | Back To The Heavyweight Jam                       |
| Fuck the Millennium                                | 1999  | 11                 | 15                 | 2                  | 4                  | —                  | —                  | —                  | 3                  | 61                 | —                  | —                  | - SUÈ : Or                                                             | Back To The Heavyweight Jam                       |
| I'm Your Pusher                                    | 2000  | 17                 | 33                 | 61                 | 19                 | —                  | —                  | —                  | 27                 | 74                 | —                  | —                  |                                                                        | Sheffield                                         |
| She's the Sun                                      | 2000  | 41                 | —                  | —                  | —                  | —                  | —                  | —                  | —                  | —                  | —                  | —                  |                                                                        | Sheffield                                         |
| Posse (I Need You on the Floor)                    | 2001  | 7                  | 7                  | 44                 | 20                 | 23                 | 65                 | —                  | 16                 | 43                 | 15                 | —                  |                                                                        | We Bring The Noise!                               |
| Aiii Shot the DJ                                   | 2001  | 29                 | 22                 | —                  | 16                 | —                  | —                  | —                  | 37                 | 98                 | —                  | —                  |                                                                        | We Bring The Noise!                               |
| Ramp! (The Logical Song)                           | 2001  | 7                  | 4                  | —                  | 11                 | 1                  | —                  | 1                  | 8                  | 14                 | 2                  | —                  | - IRL : Platine - AUS : Platine - NOR : Platine - R.-U : Or - SUÈ : Or | Push the Beat for This Jam (The Singles 98-02)    |
| Nessaja                                            | 2002  | 1                  | 2                  | 16                 | 7                  | 7                  | 9                  | 2                  | 21                 | 7                  | 4                  | —                  | - ALL : Or - NOR : Or - SUÈ : Or                                       | Encore: Live And Direct                           |
| Weekend!                                           | 2003  | 2                  | 4                  | 35                 | 7                  | 14                 | 7                  | 3                  | 9                  | 33                 | 12                 | —                  | - NOR : Platine                                                        | The Stadium Techno Experience                     |
| The Night                                          | 2003  | 10                 | 12                 | 50                 | 14                 | 30                 | 26                 | —                  | 14                 | 34                 | 16                 | —                  |                                                                        | The Stadium Techno Experience                     |
| Maria (I Like It Loud)                             | 2003  | 4                  | 1                  | 38                 | —                  | 23                 | 16                 | —                  | 21                 | 21                 | 16                 | —                  | - AUT : Or                                                             | The Stadium Techno Experience                     |
| Jigga Jigga!                                       | 2003  | 10                 | 9                  | 63                 | 12                 | —                  | 50                 | 10                 | 24                 | 45                 | 48                 | —                  |                                                                        | Mind the Gap                                      |
| Shake That!                                        | 2004  | 8                  | 12                 | 41                 | 9                  | —                  | 24                 | 4                  | 12                 | 38                 | —                  | —                  | - RÉP TCH : Or                                                         | Mind the Gap                                      |
| One (Always Hardcore)                              | 2004  | 7                  | 5                  | 41                 | 9                  | —                  | 10                 | —                  | 60                 | 30                 | —                  | —                  |                                                                        | Mind the Gap                                      |
| Suavemente                                         | 2005  | 22                 | 27                 | 25                 | —                  | —                  | 18                 | —                  | 58                 | 39                 | —                  | —                  |                                                                        | Mind the Gap                                      |
| Hello! (Good to Be Back)                           | 2005  | 14                 | 23                 | 48                 | 3                  | —                  | 43                 | —                  | —                  | 36                 | —                  | —                  |                                                                        | Who's Got The Last Laugh Now?                     |
| Apache Rocks the Bottom!                           | 2005  | 24                 | 23                 | —                  | 2                  | —                  | 79                 | —                  | 47                 | 54                 | —                  | —                  |                                                                        | Who's Got The Last Laugh Now?                     |
| Behind the Cow (feat. Fatman Scoop)                | 2007  | 17                 | 22                 | —                  | 3                  | —                  | 54                 | —                  | 59                 | 78                 | —                  | —                  |                                                                        | The Ultimate Aural Orgasm                         |
| Lass Uns Tanzen                                    | 2007  | 19                 | 41                 | —                  | 10                 | —                  | —                  | —                  | —                  | —                  | —                  | —                  |                                                                        | The Ultimate Aural Orgasm                         |
| The Question Is What Is the Question?              | 2007  | 5                  | 2                  | —                  | 4                  | 18                 | 42                 | —                  | —                  | 83                 | 49                 | —                  | - ALL : Or                                                             | Jumping All Over the World                        |
| And No Matches                                     | 2007  | 9                  | 20                 | —                  | —                  | —                  | 62                 | —                  | —                  | —                  | —                  | —                  |                                                                        | Jumping All Over the World                        |
| Jumping All Over the World                         | 2008  | 15                 | 23                 | —                  | —                  | 10                 | —                  | —                  | —                  | —                  | 28                 | —                  |                                                                        | Jumping All Over the World                        |
| I'm Lonely                                         | 2008  | 8                  | 20                 | —                  | —                  | —                  | —                  | —                  | —                  | —                  | —                  | —                  |                                                                        | Jumping All Over the World                        |
| Jump That Rock (Whatever You Want) (vs Status Quo) | 2008  | 11                 | 19                 | —                  | —                  | —                  | 91                 | —                  | —                  | 79                 | 57                 | —                  |                                                                        | Jumping All Over The World - Whatever You Want    |
| J'adore Hardcore                                   | 2009  | 12                 | 16                 | —                  | —                  | —                  | —                  | —                  | —                  | 90                 | 170                | —                  |                                                                        | Under the Radar Over the Top                      |
| Ti Sento                                           | 2009  | 10                 | 27                 | —                  | —                  | —                  | —                  | —                  | —                  | 45                 | —                  | —                  |                                                                        | Under the Radar Over the Top                      |
| The Sound Above My Hair                            | 2009  | 38                 | 74                 | —                  | —                  | —                  | —                  | —                  | —                  | —                  | —                  | —                  |                                                                        | Under the Radar Over the Top                      |
| Stuck on Replay                                    | 2010  | 34                 | 58                 | —                  | —                  | —                  | —                  | —                  | —                  | —                  | —                  | —                  |                                                                        | Under the Radar Over the Top                      |
| Friends Turbo                                      | 2011  | 43                 | 65                 | —                  | —                  | —                  | —                  | —                  | —                  | —                  | —                  | —                  |                                                                        | New Kids Turbo (Soundtrack)                       |
| The Only One                                       | 2011  | 45                 | 20                 | —                  | —                  | —                  | —                  | —                  | —                  | —                  | —                  | —                  |                                                                        | The Big Mash Up                                   |
| David Doesn't Eat                                  | 2011  | 67                 | —                  | —                  | —                  | —                  | —                  | —                  | —                  | —                  | —                  | —                  |                                                                        | The Big Mash Up                                   |
| C'est Bleu (feat. Vicky Leandros)                  | 2011  | 77                 | —                  | —                  | —                  | —                  | —                  | —                  | —                  | —                  | —                  | —                  |                                                                        | The Big Mash Up                                   |
| It's A Biz (Ain't Nobody)                          | 2012  | 79                 | —                  | —                  | —                  | —                  | —                  | —                  | —                  | —                  | —                  | —                  |                                                                        | The Big Mash Up                                   |
| 4 A.M.                                             | 2012  | 96                 | —                  | —                  | —                  | —                  | —                  | —                  | —                  | —                  | 177                | —                  |                                                                        | Music for a Big Night Out                         |
| Army of Hardcore                                   | 2012  | 77                 | —                  | —                  | —                  | —                  | —                  | —                  | —                  | —                  | —                  | —                  |                                                                        | Music for a Big Night Out                         |
| Bigroom Blitz (feat. Wiz Khalifa)                  | 2014  | 43                 | 63                 | —                  | —                  | —                  | —                  | —                  | —                  | —                  | —                  | —                  |                                                                        | The Fifth Chapter                                 |
| Today (feat. Vassy)                                | 2014  | 75                 | —                  | —                  | —                  | —                  | —                  | —                  | —                  | —                  | —                  | —                  |                                                                        | The Fifth Chapter                                 |
| Can't Stop The Hardcore                            | —     | —                  | —                  | —                  | —                  | —                  | —                  | —                  | —                  | —                  | —                  |                    |                                                                        | The Fifth Chapter                                 |
| Radiate (feat. Vassy)                              | 2015  | —                  | —                  | —                  | —                  | —                  | —                  | —                  | —                  | —                  | —                  | —                  |                                                                        | The Fifth Chapter                                 |
| Riot                                               | 2015  | —                  | —                  | —                  | —                  | —                  | —                  | —                  | —                  | —                  | —                  | —                  |                                                                        | Ace                                               |
| Oi                                                 | 2016  | —                  | —                  | —                  | —                  | —                  | —                  | —                  | —                  | —                  | —                  | —                  |                                                                        | Ace                                               |
| Mary Got No Lamb                                   | 2016  | —                  | —                  | —                  | —                  | —                  | —                  | —                  | —                  | —                  | —                  | —                  |                                                                        | Ace                                               |
| Bora ! Bora !                                      | 2017  | —                  | —                  | —                  | —                  | —                  | —                  | —                  | —                  | —                  | —                  | —                  |                                                                        | Scooter Forever                                   |
| My Gabber (feat. Jebroer)                          | 2017  | —                  | —                  | —                  | —                  | —                  | —                  | —                  | —                  | —                  | —                  | —                  |                                                                        | Scooter Forever                                   |
| In Rave We Trust                                   | 2017  | —                  | —                  | —                  | —                  | —                  | —                  | —                  | —                  | —                  | —                  | —                  |                                                                        | Scooter Forever                                   |
| Move Your Ass! (Noisecontrollers remix)            | 2019  | —                  | —                  | —                  | —                  | —                  | —                  | —                  | —                  | —                  | —                  | —                  |                                                                        | Single à part                                     |
| Rave Teacher (Somebody Like Me) (feat. Xillions)   | 2019  | —                  | —                  | —                  | —                  | —                  | —                  | —                  | —                  | —                  | —                  | —                  |                                                                        | God Save The Rave                                 |
| God Save The Rave (feat. Harris & Ford)            | 2019  | —                  | —                  | —                  | —                  | —                  | —                  | —                  | —                  | —                  | —                  | —                  |                                                                        | God Save The Rave                                 |
| Devil's Symphony                                   | 2019  | —                  | —                  | —                  | —                  | —                  | —                  | —                  | —                  | —                  | —                  | —                  |                                                                        | God Save The Rave                                 |
| Which Light Switch Is Which ?                      | 2019  | —                  | —                  | —                  | —                  | —                  | —                  | —                  | —                  | —                  | —                  | —                  |                                                                        | God Save The Rave                                 |
| Bassdrum (feat. Finch Asozial)                     | 2020  | 24                 | —                  | —                  | —                  | —                  | —                  | —                  | —                  | —                  | —                  | —                  |                                                                        | God Save The Rave                                 |
| FCK 2020                                           | 2020  | 82                 | —                  | —                  | —                  | —                  | —                  | —                  | —                  | —                  | —                  | —                  |                                                                        | God Save The Rave                                 |
| Paul Is Dead (feat. Timmy Trumpet)                 | 2020  | —                  | —                  | —                  | —                  | —                  | —                  | —                  | —                  | —                  | —                  | —                  |                                                                        | God Save The Rave                                 |
| We Love Hardcore (feat. Dimitri Vegas & Like Mike) | 2021  | —                  | —                  | —                  | —                  | —                  | —                  | —                  | —                  | —                  | —                  | —                  |                                                                        | God Save The Rave                                 |
| Groundhog Day                                      | 2021  | —                  | —                  | —                  | —                  | —                  | —                  | —                  | —                  | —                  | —                  | —                  |                                                                        | God Save The Rave                                 |
| Rave Witchers (feat. Finch Asozial)                | 2021  | —                  | —                  | —                  | —                  | —                  | —                  | —                  | —                  | —                  | —                  | —                  |                                                                        | Single à part                                     |
| The Spell Remains                                  | 2022  | —                  | —                  | —                  | —                  | —                  | —                  | —                  | —                  | —                  | —                  | —                  |                                                                        | Single à part                                     |
| Do Not Sit If You Can Dance                        | 2022  | —                  | —                  | —                  | —                  | —                  | —                  | —                  | —                  | —                  | —                  | —                  |                                                                        | Single à part                                     |
| Waste your Youth                                   | 2023  | —                  | —                  | —                  | —                  | —                  | —                  | —                  | —                  | —                  | —                  | —                  |                                                                        | Open Your Mind And Your Trousers                  |
| Techno Is Back (feat. Harris & Ford)               | 2023  | —                  | —                  | —                  | —                  | —                  | —                  | —                  | —                  | —                  | —                  | —                  |                                                                        | Open Your Mind And Your Trousers                  |
| Constellations                                     | 2023  | —                  | —                  | —                  | —                  | —                  | —                  | —                  | —                  | —                  | —                  | —                  |                                                                        | Open Your Mind And Your Trousers                  |
| For Those About To Rave (feat. Timmy Trumpet)      | 2023  | —                  | —                  | —                  | —                  | —                  | —                  | —                  | —                  | —                  | —                  | —                  |                                                                        | Open Your Mind And Your Trousers                  |
| Berliner Luft                                      | 2023  | —                  | —                  | —                  | —                  | —                  | —                  | —                  | —                  | —                  | —                  | —                  |                                                                        | Open Your Mind And Your Trousers                  |
| Rave & Shout (feat. Harris & Ford)                 | 2023  | —                  | —                  | —                  | —                  | —                  | —                  | —                  | —                  | —                  | —                  | —                  |                                                                        | Open Your Mind And Your Trousers                  |
| I Keep Hearing Bingo                               | 2024  | —                  | —                  | —                  | —                  | —                  | —                  | —                  | —                  | —                  | —                  | —                  |                                                                        | Open Your Mind And Your Trousers                  |
| Let's Do It Again                                  | 2024  | —                  | —                  | —                  | —                  | —                  | —                  | —                  | —                  | —                  | —                  | —                  |                                                                        | Open Your Mind And Your Trousers                  |